# Васильева, Вия Емельяновна
Вия Емельяновна Васильева (род. 1931 год, Западная область) — ткачиха Рижского производственного шерстяного объединения «Ригас текстилс» Министерства лёгкой промышленности Латвийской ССР. Герой Социалистического Труда (1981). Лауреат Государственной премии Латвийской ССР.

## Биография
Родилась в 1931 году в латышской крестьянской семье в одном из сельских населённых пунктов Западной области (сегодня — Смоленская область). В раннем детстве стала полной сиротой, воспитывалась у своих родственников. Получила неполное среднее образование. Позднее переехала в Ригу, где окончила школу фабрично-заводского обучения. Трудилась прядильщицей, позднее — ткачихой в прядильном цехе Рижской текстильной фабрики «8 марта».
В последующие годы трудилась ткачихой на комбинате «Ригас текстилс», который с 1975 года стал головным предприятием Рижского производственного шерстяного объединения. Достигла высокого профессионализма. Освоив новую ткацкую технику, значительно увеличила производительность труда. По итогам своей работы в годы Восьмой пятилетки (1966—1970) была награждена Орденом «Знак Почёта». В 1971 году вступила в КПСС.
В начале Девятой пятилетки (1971—1975) приняла социалистчиеское обязательство обслуживать четыре ткацких станка бесчелночного типа. Выполняла производственные задания на 110—115 %. В 1973 году была награждена Орденом Ленина за выдающиеся трудовые достижения. Позднее стала работать на 12 станках, выпускающих ткани «Энкурс» и «Турайда», удостоенных Государственного знака качества.
В апреле 1978 года досрочно выполнила личные социалистические обязательства и производственные задания Десятой пятилетки (1976—1980) и в июле 1980 года — задания двух пятилеток, соткав 451600 метров ткани. Указом Президиума Верховного Совета СССР от 17 марта 1981 года удостоена звания Героя Социалистического Труда «за выдающиеся производственные достижения, досрочное выполнение заданий десятой пятилетки и социалистических обязательств, проявленную трудовую доблесть» с вручением ордена Ленина и золотой медали Серп и Молот.
В 1981 году приняла социалистическое обязательство за годы Одиннадцатой пятилетки (1981—1985) выполнить производственные задания двух пятилеток. Успешно справилась со своими обязательствами: в феврале 1985 года уже работала в счёт августа 1988 года. Была наставницей рабочей молодёжи. Воспитала около 20 молодых ткачих.
В 1982 году участвовала во Всесоюзной выставке ВДНХ.
Избиралась депутатом Рижского городского Совета народных депутатов, делегатом XXVI съезда КПСС.
Проработала на производстве до выхода на пенсию. Проживала в Риге.
Награды и звания
- Герой Социалистического Труда
- Орден Ленина — дважды (20.02.1974; 1981)
- Орден «Знак Почёта» (05.04.1971)
- Государственная премия Латвийской ССР (1976) — за выдающиеся достижения в труде.